# Little Town (Brettspiel)
Little Town ist ein Brettspiel der japanischen Spieleautoren Shun Taguchi und Aya Taguchi, das zuerst 2017 in dem japanischen Spieleverlag Studio GG unter dem Namen Little Town Builders erschien. 2019 wurde es international veröffentlicht, eine deutschsprachige Version erschien bei IELLO. Das Aufbauspiel ist für bis zu vier Personen ab 10 Jahren konzipiert und dauert in der Regel etwa 30 bis 60 Minuten.

## Thema und Ausstattung
Bei dem Spiel handelt es sich um ein Aufbau-Brettspiel, bei dem die Mitspieler über die Spielzeit von vier Runden versuchen, mit ihren Arbeiterfiguren möglichst viele Siegpunkte zu bekommen. Es verbindet Elemente des Worker-Placement-Spiels, bei dem die Arbeiter der Spieler bestimmte Felder nutzen und für andere Spieler blockieren, mit dem Ressourcenmanagement der verfügbaren Rohstoffe, der Nahrung und dem verfügbaren Geld für den Aufbau der eigenen Gebäude.
Das Spielmaterial besteht neben der Spieleanleitung aus:
- einem doppelseitigen Spielbrett mit einer Wiese, auf der die Gebäude gebaut werden, und einem Marktplatz für die Gebäudeauslage,
- 20 Bauwerkplättchen,
- 15 Zielkarten,
- 60 Rohstoffwürfel, je 15 für die verschiedenen Rohstoffe Fisch, Getreide, Stein und Holz,
- 24 Münzen in den Werten 1 und 3,
- 20 Arbeiterfiguren, davon je 5 in jeder der vier Spielerfarben,
- 28 Arbeiterfiguren, davon je 7 in jeder der vier Spielerfarben,
- 4 Siegpunktanzeiger in den vier Spielerfarben,
- 4 60er-Plättchen, und
- eine Spielhilfe mit den Beschreibungen der Bauwerkplättchen und den Kurzregeln.

## Spielweise

### Spielvorbereitung
Zur Spielvorbereitung wird der Spielplan mit einer beliebigen Seite nach oben in die Tischmitte gelegt. Die fünf Getreideplättchen werden als Stapel auf den Markt gelegt, die restlichen Gebäudeplättchen werden gemischt und 12 von diesen werden zufällig auf den entsprechenden Feldern auf dem Markt ausgelegt. Alle Rohstoffwürfel, alle Münzen und die 60er-Plättchen kommen als offener Vorrat neben den Spielplan. Der Rundenanzeiger kommt auf das Feld für die erste Runde.
Jeder Mitspieler wählt eine Spielerfarbe und bekommt abhängig von der Spieleranzahl Spielfiguren und Häuser dieser Farbe, die er vor sich abstellt. Zudem bekommt jeder Spieler einen Siegpunktanzeiger, der auf das 0-Feld der Siegpunktleiste gelegt wird, sowie ein Startkapital von drei 1er-Münzen. Die Zielkarten werden gemischt und entsprechend der Spielerzahl verdeckt an die Mitspieler verteilt. Zuletzt wird ein Startspieler ermittelt, der den Startspielermarker erhält.

### Spielablauf
Beginnend mit dem Startspieler spielen die Mitspieler im Uhrzeigersinn insgesamt vier Runden, in denen die Spieler jeweils die ihnen zur Verfügung stehenden Arbeiter nutzen darf. Der jeweils aktive Spieler kann jeweils eine von zwei möglichen Aktionen durchführen: Sammeln und aktivieren oder ein Gebäude errichten. Für jede dieser Aktionen wird ein Arbeiter benötigt.
Möchte ein Spieler Rohstoffe sammeln oder Bauwerke auf den Spielplan aktivieren, muss er einen unbenutzten Arbeiter auf einem der leeren Wiesenfelder platzieren. Dabei darf sich auf dem Feld weder ein anderer Arbeiter noch ein Bauwerk oder ein Rohstofffeld befinden. Durch das Platzieren kann der Spieler nun nacheinander alle acht horizontal, vertikal oder diagonal angrenzenden Felder aktivieren:
1. Handelt es sich um Rohstofffelder, also ein See-, Wald- oder Bergfeld, bekommt der Spieler pro Rohstofffeld jeweils einen entsprechenden Rohstoffwürfel (Fisch, Holz oder Stein)
2. Befindet sich in der Nachbarschaft der Figur ein Gebäude, darf es entsprechend seiner Funktion aktiviert werden. Dabei kann ein Spieler beispielsweise Rohstoffe, Getreide, Geld oder Siegpunkte bekommen oder Rohstoffe entsprechend der Angabe auf dem Plättchen tauschen. Handelt es sich um ein eigenes Bauwerk (mit einem entsprechenden Gebäude) erfolgt die Aktivierung kostenfrei, bei einem fremden Gebäude zahlt der aktive Spieler zur Aktivierung eine Münze an den Besitzer.

Der Spieler darf die Sammlung der Rohstoffe und Aktivierungen in beliebiger Reihenfolge durchführen und auch gerade erhaltene Rohstoffe direkt wieder zum Tausch nutzen.
Alternativ kann ein Spieler ein Bauwerk errichten. Dafür platziert er seinen Arbeiter auf dem Bauplatz, auf dem beliebig viele Arbeiter stehen dürfen. Dann wählt er ein Bauwerkplättchen vom Markt und bezahlt die angegebenen Kosten in Form von Rohstoffen und Münzen. Das Bauwerkplättchen legt er dann auf ein beliebiges Wiesenfeld und platziert darauf eines seiner Gebäude. Der eigene Siegpunktmarker wird danach um die Anzahl der auf dem Plättchen angegebenen Siegpunkte vorgerückt.
Neben den regulären Aktionen darf ein Spieler jederzeit eine der zu Spielbeginn verteilten Zielkarten erfüllen und die dafür angegebene Belohnung erhalten oder jeweils 3 Münzen für einen beliebigen Rohstoffwürfel eintauschen.
Eine Runde endet, wenn alle Spieler ihre Arbeiterfiguren eingesetzt und entsprechend alle möglichen Aktionen durchgeführt haben. Am Ende der Runde werden einige Spezialgebäude, etwa die Kathedrale und das Anwesen, aktiviert und deren Besitzer erhalten die dadurch aktivierten Boni. Danach muss jeder Spieler für jeden seiner Arbeiter einen Nahrungswürfel (Getreide oder Fisch) abgeben oder verliert für jeden Arbeiter, den er nicht ernähren kann, drei Siegpunkte. Danach nimmt jeder Spieler seine Arbeiter vom Spielfeld zurück, der Rundenanzeiger wird um ein Feld vorgerückt und der Startspieleranzeiger an den nächsten Spieler im Uhrzeigersinn weitergegeben. Dieser Spieler beginnt die nächste Runde.
Das Spiel endet nach vier Runden, wenn alle Aktionen und die Aktivitäten des Rundenendes (Aktivieren von Spezialgebäuden, Ernähren der Arbeiter) durchgeführt wurden. Danach erhält jeder Spieler noch die Siegpunkte von Spezialgebäuden wie der Burg und dem Wachturm sowie jeweils einen Siegpunkt pro drei Münzen in seinem Besitz. Der Spieler mit den meisten Siegpunkten nach Spielende gewinnt das Spiel, bei einem Gleichstand wird der Sieg geteilt.

## Entwicklung und Rezeption
Das Spiel Little Town wurde von den japanischen Spieleautoren Shun Taguchi und Aya Taguchi entwickelt und erschien zuerst 2017 bei dem japanischen Spieleverlag Studio GG unter dem Namen Little Town Builders. 2019 wurde es international veröffentlicht, darunter jeweils in einer französischen, einer englischen und einer deutschsprachigen Version bei den französischen Verlag IELLO. Weitere Versionen erschienen auf Koreanisch (Korea Boardgames), auf Chinesisch (GoKids) und auf Spanisch (Tcg Factory).
Der Spielekritiker Wieland Herold bewertete das Spiel in seinem Blog „Mit 80 Spielen durch das Jahr“ mit der Kategorie „Gerne morgen wieder“ und schrieb:

„Insgesamt ist LITTLE TOWN ein sehr elegantes einfaches Worker-Placement-Spiel, das fast vorbildhaft in dieses Genre einführt. Der leichte Zugang macht es zu einem Familienspiel, das über die 12 Aktionen hinweg aber doch zu etwas Spieltiefe und taktischen Überlegungen führt. (…) Insgesamt hat sich hier aus der Kooperation des japanischen Autorenpaars mit iello ein stimmiges Gesamtprodukt ergeben.“

## Belege
1. 1 2 3 4 5 6 7 8 9 10  Spieleanleitung Little Town, IELLO 2019
2. 1 2  Versionen von Little Town in der Spieledatenbank BoardGameGeek (englisch); abgerufen am 26. Januar 2020.
3. ↑  Little Town in dem Blog „Mit 80 Spielen durch das Jahr“, 20. Oktober 2019; abgerufen am 26. Januar 2020.